# Judd Trump
Judd Trump (Bristol, 20 agosto 1989) è un giocatore di snooker inglese, professionista dal 2005, attualmente numero 1 del ranking mondiale (agosto 2024). È stato numero 1 anche dal novembre al dicembre 2012, dal febbraio al marzo 2013, dall'agosto 2019 all'agosto 2021 e dall'ottobre al novembre 2021. Ha vinto il campionato mondiale 2019, vincitore dello UK Championship 2011 e del Masters 2019. Nel 2021, dopo aver vinto il premio di giocatore dell'anno per la terza stagione consecutiva, è stato inserito nella Hall Of Fame di Snooker.

## Carriera

### Gli inizi (2005-2011)
Nella stagione 2005-2006, in cui ha esordito tra i professionisti, partecipando al Welsh Open diventa il giocatore più giovane di sempre ad arrivare alle fasi finali di un torneo valido per il Ranking Mondiale.
Nel 2007 invece diventa il terzo giocatore più giovane a qualificarsi al Campionato mondiale di snooker.

### La finale al mondiale e le prime vittorie (2011-2018)
Nella stagione 2010-2011 conquista la sua prima finale in un torneo valido per il Ranking e riesce ad aggiudicarsi il titolo battendo Mark Selby al China Open, vittoria che gli garantisce provvisoriamente il quattordicesimo posto nel Ranking, suo massimo in carriera e primo ingresso nella top 16. Nello stesso torneo raggiunge il traguardo del centesimo "centone" in carriera.
Il campionato mondiale 2011 lo pone di fronte ad avversari che non era mai riuscito a battere in precedenza: il campione uscente Neil Robertson, Martin Gould, Graeme Dott, Ding Junhui, fino alla finale, persa contro John Higgins. I suoi successi non terminano qui perché il suo talento gli permette di vincere anche il campionato del Regno Unito battendo prima in semi finale Robertson e in finale Allen, vincendo con il risultato di 10-8.
L'inglese inizia la stagione 2012-2013 al 2º posto nel Ranking e il 4 novembre trionfa all'International Championship battendo Neil Robertson 10-8. Questo successo gli consente di scavalcare per un solo mese Mark Selby in testa alla classifica.
Negli anni successivi non riesce a fare il salto di qualità definitivo ma perde solo in finale lo UK Championship e il Champion of Champions 2014 entrambi contro Ronnie O'Sullivan.
Nel 2017 perde in coppia con Barry Hawkins la finale della World Cup contro li padroni di casa della Cina A per 4-3 dopo essere stati in vantaggio 3-1.

### Il salto di qualità e la vittoria al Crucible (2018-)
L'exploit definitivo arriva nella stagione 2018-2019 quando Judd Trump riesce a trionfare in 2 di 3 competizioni della Tripla Corona, ovvero al The Masters contro O'Sullivan (10-4) e al Mondiale contro John Higgins (18-9) dopo 8 anni dalla finale 2011 persa proprio contro lo scozzese e a fine anno riesce ad arrivare a poche sterline da O'Sullivan nel Ranking al 2º posto.

### Stagione 2019-2020: Il record con 6 titoli Ranking vinti
La stagione successiva inizia con la vittoria dell'International Championship e il conseguente passaggio in prima posizione nel Ranking. Seguono poi le uscite al terzo turno al China Championship e all'English Open. Il 3 novembre batte Thepchaiya Un-Nooh e conquista il World Open, mentre per quanto riguarda i Non-Ranking arriva ai quarti allo Shanghai Masters e in finale al Champion of Champions. Successivamente conferma il successo al Northern Ireland Open battendo sempre Ronnie O'Sullivan diventando il primo giocatore a difendere un titolo Home Nations Series. Dopo questa vittoria l'inglese non brilla allo UK Championship dove viene battuto al 3º turno da Nigel Bond, mentre allo Scottish Open esce ai quarti contro David Gilbert e la settimana dopo non riesce a qualificarsi per lo European Masters. Trump non mancava una qualificazione dal China Open 2018.
Trump inizia il 2020 perdendo al primo turno del Masters contro Shaun Murphy. Successivamente vince il German Masters contro Neil Robertson per 9-6. Dopo essere stato eliminato prematuramente al secondo turno al World Grand Prix dove difendeva il titolo e ai quarti del Welsh Open per mano di Shaun Murphy poi vincitore di questo torneo, Trump vince il suo secondo Players Championship battendo 10-4 Yan Bingtao.
Il 4 marzo 2020 raggiunge quota 700 "centoni" in carriera nel match di Championship League vinto 3-2 contro Anthony McGill. Il 15 marzo Trump, con il trionfo al Gibraltar Open, vince il suo sesto titolo Ranking in stagione siglando un nuovo record storico.

### La parentesi Nine-ball
Nel settembre 2021 partecipa al U.S. Open Pool Championship di Nine-ball facendo il debutto nella disciplina.

## Vita privata
Trump si allena al Grove Snooker Academy di Romford insieme a Jack Lisowski, con cui ha stretto sin da subito una grande amicizia e Liang Wenbó.
Ha una particolare passione per le auto sportive.

## Ranking[17]
| Stagione  | Ranking iniziale | Ranking finale |
| --------- | ---------------- | -------------- |
| 2005-2006 | Non classificato | 74             |
| 2006-2007 | 74               | 51             |
| 2007-2008 | 51               | 41             |
| 2008-2009 | 41               | 30             |
| 2009-2010 | 30               | 27             |
| 2010-2011 | 27               | 9              |
| 2011-2012 | 9                | 2              |
| 2012-2013 | 2                | 3              |
| 2013-2014 | 3                | 7              |
| 2014-2015 | 6                | 7              |
| 2015-2016 | 7                | 3              |
| 2016-2017 | 3                | 3              |
| 2017-2018 | 3                | 5              |
| 2018-2019 | 5                | 2              |
| 2019-2020 | 2                | 1              |
| 2020-2021 | 1                | 1              |
| 2021-2022 | 1                | 2              |

### Maximum break: 6
| N° | Anno | Competizione                  | Avversario     | Note          |
| -- | ---- | ----------------------------- | -------------- | ------------- |
| 1  | 2013 | Antwerp Open                  | Mark Selby     | [ 19 ]        |
| 2  | 2015 | German Masters                | Mark Selby     | [ 20 ]        |
| 3  | 2017 | China Open                    | Tian Pengfei   | [ 21 ]        |
| 4  | 2018 | German Masters Qualificazioni | Lukas Kleckers | [ 22 ] [ 23 ] |
| 5  | 2020 | Northern Ireland Open         | Gao Yang       | [ 24 ]        |
| 6  | 2022 | Turkish Masters               | Matthew Selt   | [ 25 ]        |

## Tornei vinti

### Titoli Non-Ranking: 7
| Titoli Ranking             | Titoli Ranking     | Titoli Ranking                                            | Titoli Ranking       |
| -------------------------- | ------------------ | --------------------------------------------------------- | -------------------- |
| Competizione               | Anno               | Avversario                                                | Note                 |
| Campionato mondiale        | 2019               | John Higgins                                              | [ 9 ]                |
| UK Championship            | 2011               | Mark Allen                                                | [ 26 ]               |
| China Open                 | 2011 - 2016        | Mark Selby - Ricky Walden                                 | [ 27 ] [ 28 ]        |
| International Championship | 2012 - 2019        | Neil Robertson - Shaun Murphy                             | [ 29 ] [ 30 ]        |
| Australian Goldfields Open | 2014               | Neil Robertson                                            | [ 31 ]               |
| European Masters           | 2016 - 2017        | Ronnie O'Sullivan - Stuart Bingham                        | [ 32 ] [ 33 ]        |
| Players Championship       | 2017 - 2020        | Marco Fu - Yan Bingtao                                    | [ 13 ] [ 34 ]        |
| Northern Ireland Open      | 2018 - 2019 - 2020 | Ronnie O'Sullivan - Ronnie O'Sullivan - Ronnie O'Sullivan | [ 35 ] [ 36 ] [ 37 ] |
| World Grand Prix           | 2019 - 2020 (2)    | Ali Carter - Jack Lisowski                                | [ 38 ] [ 39 ]        |
| World Open                 | 2019               | Thepchaiya Un-Nooh                                        | [ 40 ]               |
| German Masters             | 2020 - 2021        | Neil Robertson - Jack Lisowski                            | [ 12 ] [ 41 ]        |
| Gibraltar Open             | 2020 - 2021        | Kyren Wilson - Jack Lisowski                              | [ 15 ] [ 42 ]        |
| English Open               | 2020               | Neil Robertson                                            | [ 43 ]               |
| Turkish Masters            | 2022               | Matthew Selt                                              | [ 44 ]               |

| Titoli Non-Ranking        | Titoli Non-Ranking | Titoli Non-Ranking                            | Titoli Non-Ranking   |
| ------------------------- | ------------------ | --------------------------------------------- | -------------------- |
| Competizione              | Anno               | Avversario                                    | Note                 |
| The Masters               | 2019, 2023         | Ronnie O'Sullivan - Mark Williams             | [ 8 ]                |
| Qualificazioni al Masters | 2008               | Mark Joyce                                    | [ 45 ]               |
| Championship League       | 2009 - 2014 - 2016 | Mark Selby - Martin Gould - Ronnie O'Sullivan | [ 46 ] [ 47 ] [ 48 ] |
| World Grand Prix          | 2015               | Ronnie O'Sullivan                             | [ 49 ]               |
| Champion of Champions     | 2021               | John Higgins                                  | [ 50 ]               |

- Euro Players Tour Championship: 1 (Paul Hunter Classic 2010)
- Players Tour Championship: 2 (Evento 2 2011, Antwerp Open 2011)
- European Tour: 1 (Bulgarian Open 2012)

## Finali perse

### Titoli Non-Ranking: 4
| Titoli Ranking      | Titoli Ranking     | Titoli Ranking                                  | Titoli Ranking       |
| ------------------- | ------------------ | ----------------------------------------------- | -------------------- |
| Competizione        | Anno               | Avversario                                      | Note                 |
| Campionato mondiale | 2011 - 2022        | John Higgins - Ronnie O'Sullivan                | [ 6 ] [ 51 ]         |
| UK Championship     | 2014 - 2020        | Ronnie O'Sullivan - Neil Robertson              | [ 52 ]               |
| Shanghai Masters    | 2012 - 2015 - 2017 | John Higgins - Kyren Wilson - Ronnie O'Sullivan | [ 53 ] [ 54 ] [ 55 ] |
| German Masters      | 2014               | Ding Junhui                                     | [ 56 ]               |
| English Open        | 2016               | Liang Wenbó                                     | [ 57 ]               |
| Welsh Open          | 2017 - 2022        | Stuart Bingham - Joe Perry                      | [ 58 ] [ 59 ]        |
| Gibraltar Open      | 2017               | Shaun Murphy                                    | [ 60 ]               |
| Championship League | 2020 (2)           | Kyren Wilson                                    | [ 61 ]               |

| Titoli Non-Ranking    | Titoli Non-Ranking | Titoli Non-Ranking                 | Titoli Non-Ranking |
| --------------------- | ------------------ | ---------------------------------- | ------------------ |
| Competizione          | Anno               | Avversario                         | Note               |
| Championship League   | 2012               | Ding Junhui                        | [ 62 ]             |
| Premier League        | 2012               | Stuart Bingham                     | [ 63 ]             |
| Champion of Champions | 2014 - 2019        | Ronnie O'Sullivan - Neil Robertson | [ 64 ] [ 65 ]      |

| In squadra   | In squadra          | In squadra | In squadra |
| ------------ | ------------------- | ---------- | ---------- |
| Competizione | Anno/Compagno       | Avversario | Note       |
| World Cup    | 2017/ Barry Hawkins | Cina A     | [ 66 ]     |

- Players Tour Championship: 2 (Alex Higgins International Trophy 2011, Kay Suzanne Memorial Trophy 2012)
- European Tour: 2 (Kay Suzanne Memorial Cup 2013, Paul Hunter Classic 2014)